# NGC 430
NGC 430 ist eine elliptische Galaxie vom Hubble-Typ E3 im Sternbild Walfisch südlich der Ekliptik. Sie ist schätzungsweise 236 Millionen Lichtjahre von der Milchstraße entfernt und hat einen Durchmesser von etwa 90.000 Lichtjahren. 
Im selben Himmelsareal befinden sich u. a. die Galaxien NGC 426, NGC 429, IC 1640, IC 1643.
Das Objekt wurde am 1. Oktober 1785 von dem deutsch-britischen Astronomen Wilhelm Herschel entdeckt. Für eine Aufnahme in den Messier-Katalog ist sie zu lichtschwach, im NGC liegt sie hingegen etwa im Durchschnitt.